# Bauhinia divaricata
Bauhinia divaricata  es una especie de leguminosa, familia Fabaceae.

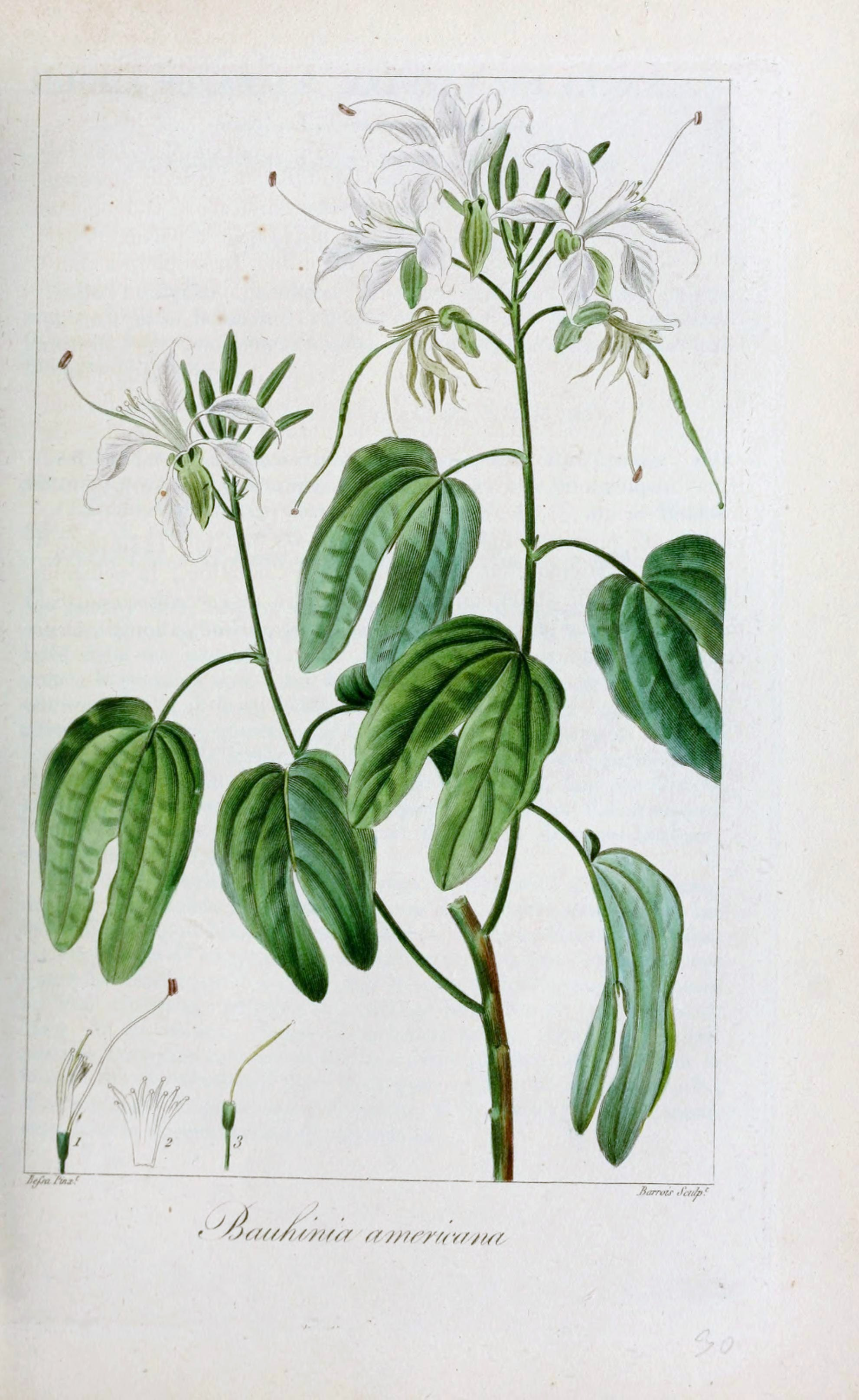
Ilustración

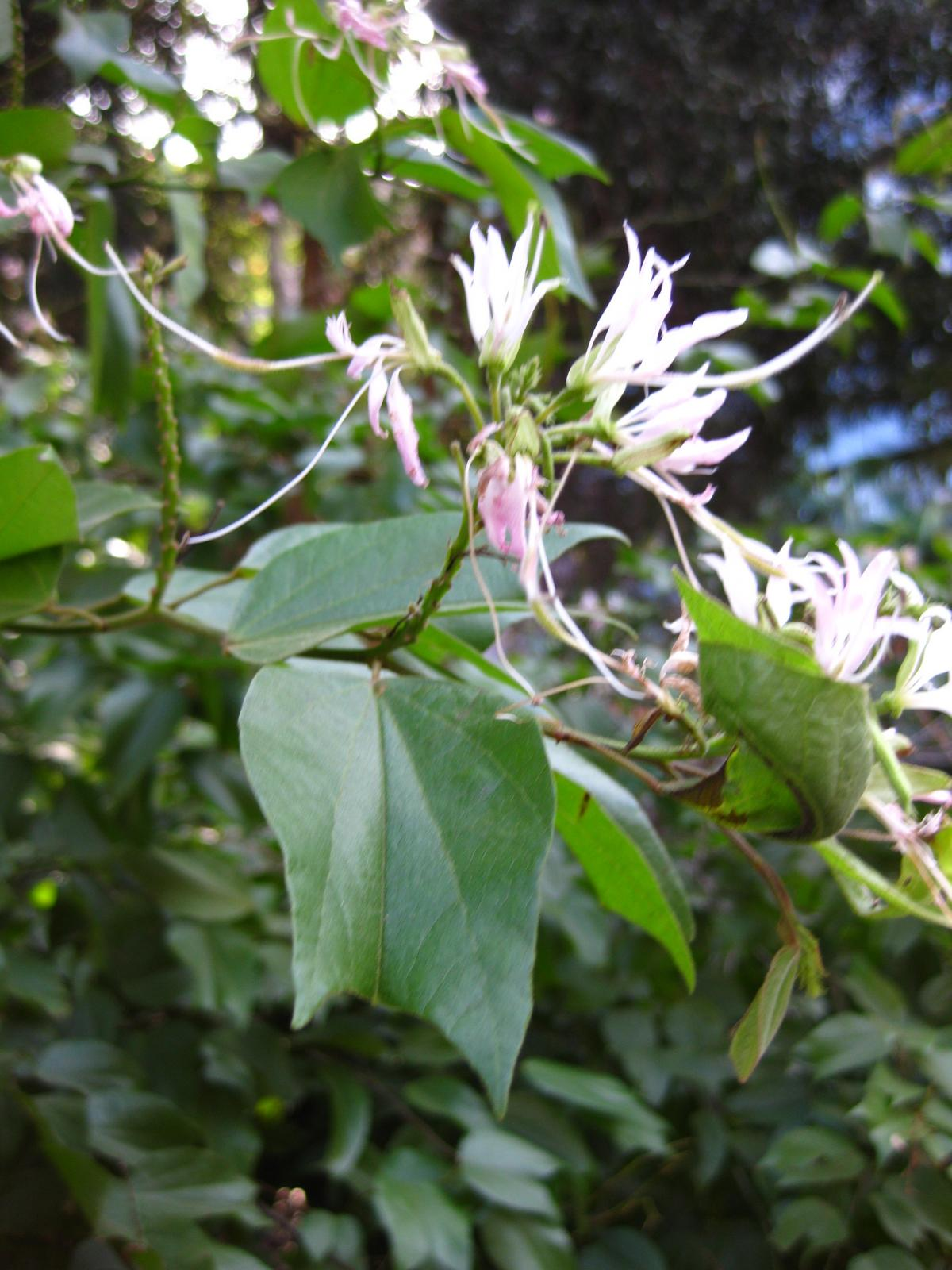
Vista de la planta

## Descripción
Son arbustos o árboles, con una tamaño de hasta 8 m de alto. Hojas suborbiculares a ovadas, de 4–10 cm de largo y de ancho, 2-lobadas hasta la 1/2–3/4 de su longitud, ápice de los lobos acuminado a redondeado, base redondeada a cordada, tomentulosas o pubescentes, cartáceas, 7–9-nervias. Inflorescencias en racimos cortos o panículas; hipanto cupuliforme, 2–3 mm de largo; cáliz espatáceo, 15–20 mm de largo; pétalos ovados a elípticos, 1.5–2.5 cm de largo, blancos, tornándose rosados con la edad; estambre fértil 1, ligeramente más largo que los pétalos, estaminodios casi totalmente connados y formando una vaina; gineceo casi tan largo como el estambre fértil, pubescente, estilo y ginóforo muy alargados. Fruto linear, 8–10 cm de largo y 1.5–2 cm de ancho, puberulento o glabrescente, café, dehiscente, ginóforo 1.5–2 cm de largo.

## Distribución y hábitat
Originaria de América Austral. Presente en climas cálidos y semicálidos, entre los 200 y los 800 metros. Asociada a vegetación perturbada derivada de bosque tropical caducifolio, subperennifolio y perennifolio.

## Propiedades
Es una planta utilizada para fines ginecológicos como anticonceptivo y en la esterilidad femenina. Se prepara una cocción de las hojas mezclada con fibra de coco (Cocos nucifera) y raspasombrero (Ehretia sp. o Petrea arborea). Para eliminar ciertos flujos vaginales, se preparan las hojas en cocción, se mezclan con barba de coco (Cocos nucifera), mirto blanco y cancerina; puede ser abortivo o servir contra algunos desarreglos menstruales. Además, sola en cocimiento, se emplea como diurético.

## Taxonomía
Bauhinia divaricata fue descrita por Carlos Linneo y publicado en Species Plantarum 1: 374. 1753.
Etimología
Bauhinia: nombre geneérico nombrado en honor de los hermanos herboristas y botánicos suizos; Caspar (1560-1624) y Johann Bauhin  (1541-1613). El primero fue botánico y médico, autor de un índice de  nombres de plantas y sus sinónimos llamado Pinax Theatri botanici, y profesor de anatomía y botánica en la Universidad de Basilea, que distinguía entre género y especie, y fue el primero en establecer un sistema científico de la nomenclatura, mientras que el segundo fue coautor de la gran obra Historia Plantarum universalis, publicado cuarenta años después de su muerte.
divaricata: epíteto latino que significa "extensa, extendida".
Sinonimia
| - Bauhinia adansoniana Guill. & Perr. - Bauhinia amblyophylla Harms - Bauhinia americana Launay - Bauhinia aurita Aiton - Bauhinia caribaea Jenn. - Bauhinia confusa Rose - Bauhinia furcata Desv. - Bauhinia furcata Pierre ex Gagnepain - Bauhinia goldmanii Rose - Bauhinia lamarckiana DC. - Bauhinia latifolia Cav. - Bauhinia mexicana Vogel - Bauhinia peninsularis Brandegee - Bauhinia porrecta Sw. - Bauhinia racemifera Desv. - Bauhinia retusa Poir. - Bauhinia retusa Ham. - Bauhinia schlechtendaliana M.Martens & Galeotti - Bauhinia versicolor Bertol. - Casparea amblyophylla (Harms) Britton & Rose | - Casparea aurita Griseb. - Casparea confusa (Rose) Britton & Rose - Casparea divaricata (L.) Britton & Rose - Casparea furcata (Desv.) Jacks. - Casparea latifolia (Cav.) Jacks. - Casparea mexicana (Vogel) Britton & Rose - Casparea peninsularis (Brandegee) Britton & Rose - Casparea porrecta (Sw.) Griseb. - Casparea porrecta (Sw.) Jacks. - Casparea schlechtendaliana (M.Martens & Galeotti) Britton - Casparea versicolor (Bertol.) Britton & Rose - Casparia aurita Griseb. - Casparia divaricata Kunth ex B.D. Jacks. - Casparia furcata (Desv.) Jackson - Casparia latifolia (Cav.) Kunth ex B.D. Jacks. - Casparia porrecta (Sw.) Kunth ex B.D. Jacks. - Casparia porrecta (Sw.) Kunth ex Griseb. - Casparia schlechtendaliana (M. Martens & Galeotti) Britton & Rose - Mandarus divaricata (L.) Raf. |